# Lista de municípios da Bahia por população
A lista de municípios da Bahia por população pode ser encontrada pelo ano em procura, abaixo listados. Os anos em que houve censo demográfico estão em negrito, enquanto o restante são as estimativas.
- Na década de 1990: 1990, 1991, 1992, 1993, 1994, 1995, 1996, 1997, 1998, 1999;
- Na década de 2000: 2000, 2001, 2002, 2003, 2004, 2005, 2006, 2007, 2008, 2009;
- Na década de 2010: 2010, 2011, 2012, 2013, 2014, 2015, 2016, 2017, 2018, 2019;
- Na década de 2020: 2020, 2021, 2022, 2023, 2024, 2025, 2026, 2027, 2028, 2029.

Na contagem mais recente, o grupo dos vinte municípios mais populosos da Bahia tem a composição detalhada na tabela a seguir.